# Roughhouse
 (novembre 2019).
Il peut être nécessaire de l'améliorer pour respecter le principe de neutralité de point de vue. Veuillez consulter la page de discussion pour plus de détails.

Pour plus de détails, voir Fiche technique et Distribution.
Roughhouse est un film d'animation anglo-français de court métrage réalisé par Jonathan Hodgson et sorti en 2018.

## Synopsis
Le film suit les pérégrinations de trois amis débarquant de Birmingham à Liverpool pour y suivre des études d'arts. Ils rencontrent un quatrième protagoniste lors d'une visite de colocation, qui va petit à petit s'insérer dans les relations pour liguer deux d'entre eux contre le charismatique troisième, jusqu'au point de rupture.
Le film est en bonne partie autobiographique. C'est le premier film d'auteur de Jonathan Hodgson depuis 1999 et son film The Man With The Beautiful Eyes.

## Fiche technique
- Titre : Roughhouse
- Titre anglophone : Roughhouse
- Réalisation et scénario : Jonathan Hodgson
- Montage : Zurine Ainz, Robert Bradbrook
- Décors : Jonathan Hodgson
- Animation : Gilles Cuvelier, Gabriel Jacquel, Thomas Machart, Marine Blin, Jonathan Hodgson
- Compositing : Gabriel Jacquel, Jonathan Hodgson
- Musique : Stuart Hilton
- Son : Yan Volsy, Daniel Gries, Matthieu Langlet
- Producteurs : Jonathan Hodgson (Hodgson Films) et Richard Van den Boom (Papy3D)
- Durée : 15 minutes 35

## Distribution
- Steve Camden : narrateur
- Stuart Ash : Shirley
- David Benson : le propriétaire
- Greg Haworth : Gibbo
- Sam Malley : Steve
- Jordan Taylor : Jez

## Récompenses et distinctions
- Roughhouse a remporté le BAFTA du meilleur court-métrage d'animation en 2019[3].
- Le film fait par ailleurs partie des 10 courts-métrages présélectionnés pour les Césars 2020 [4].
- Le film a part ailleurs remporté plusieurs prix internationaux, en particulier à Rhode Island[5]